# 巴西—立陶宛關係
巴西－立陶宛关系（葡萄牙語：Relações entre Brasil e Lituânia）是指巴西和立陶宛的双边关系。

## 历史

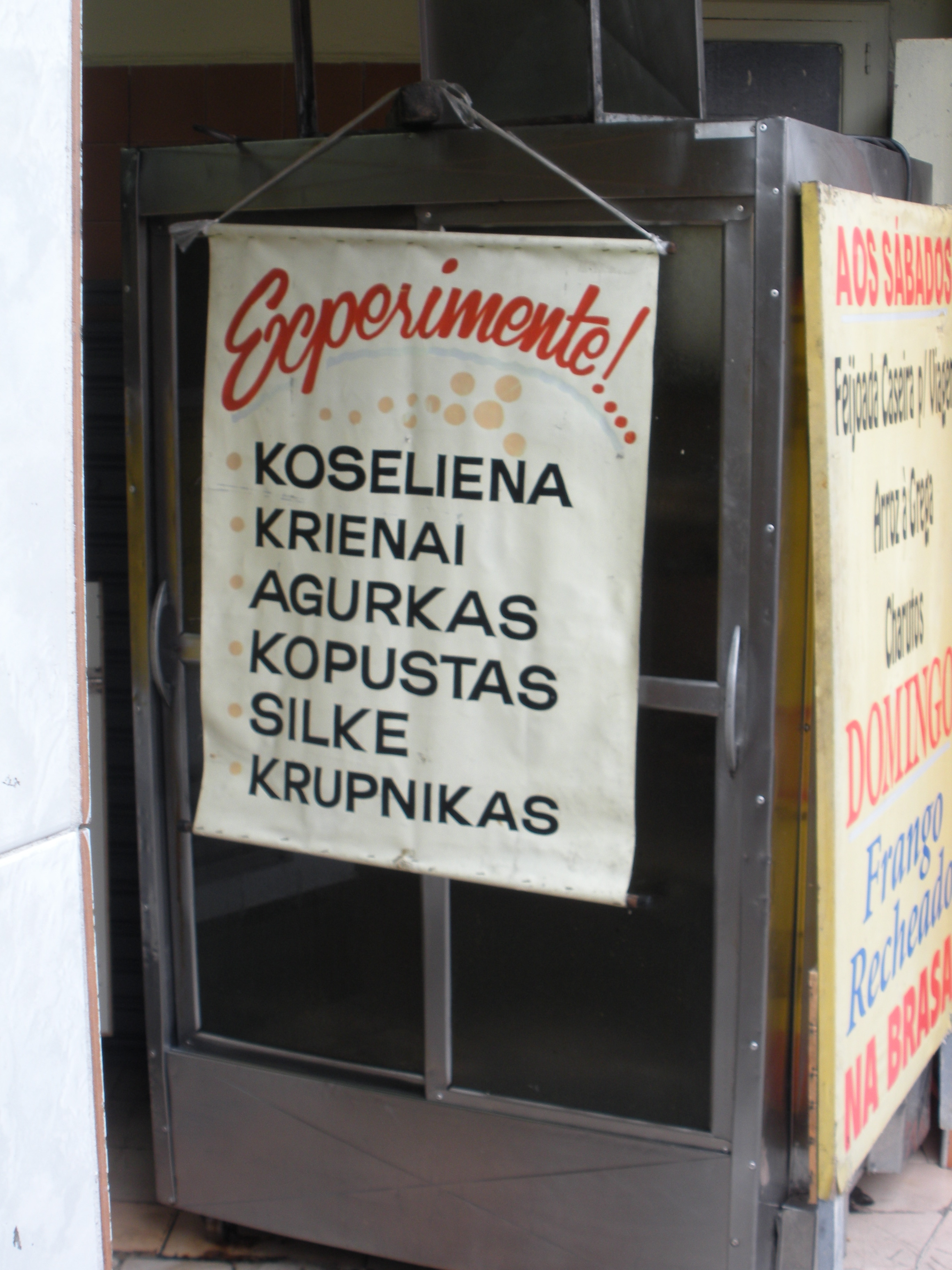
巴西圣保罗的立陶宛食品店

在19世纪60年代的三国同盟战争中，立陶宛军官Andrius Višteliauskas参加了巴西军队。1888年巴西宣布废除奴隶制，并开始接纳更多国家的移民。1890年即有25户立陶宛人移民到巴西南大河州的伊茹伊。巴西政府曾在1921年首次承认立陶宛为国家，直到1940年苏联入侵波罗的海三国为止。1926年有3,000名立陶宛人作为咖啡种植者移民到巴西。
巴西拥有立陶宛裔移民约30万人，仅次于美国。巴西最大的立陶宛人移民镇是位于圣保罗的普鲁登特区泽莉纳，该片区也拥有许多的波罗的海国家、斯拉夫国家的移民。
立陶宛从前苏联获得独立后，巴西于1991年11月5日承认立陶宛并建交。两国关系友好发展。巴西也主张积极发展同立陶宛等欧盟国家的关系，认为欧盟是巴西全球外交格局中“不可替代的组成部分”。
1996年3月，立陶宛总理阿爾吉爾達斯·布拉藻斯卡斯首次访问了巴西。其后，瓦爾達斯·阿達姆庫斯、達利婭·格里包斯凱特总统亦于2008年、2012年先后访问巴西。

## 外交机构
- 巴西在丹麦首都哥本哈根设有兼驻立陶宛的大使馆，另在维尔纽斯设有名誉领事馆。

- 立陶宛起初派遣驻阿根廷大使兼辖巴西，但于2012年关闭了其驻阿根廷的大使馆[4]，并在巴西第一大城市圣保罗开设了总领事馆，该总领事馆成为了立陶宛在南美洲唯一的正式外交代表机构[5][6]

## 旅游和签证

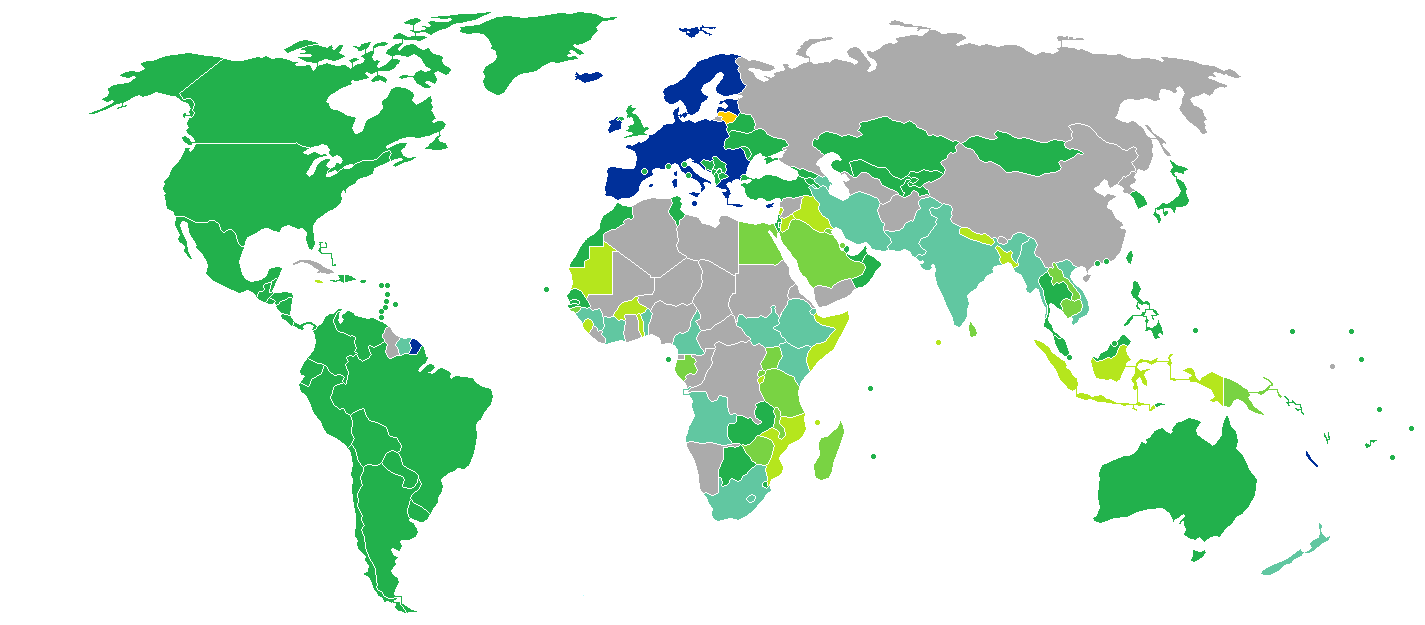
持歐盟的立陶宛護照之立陶宛公民可以免簽證的方式入境巴西。

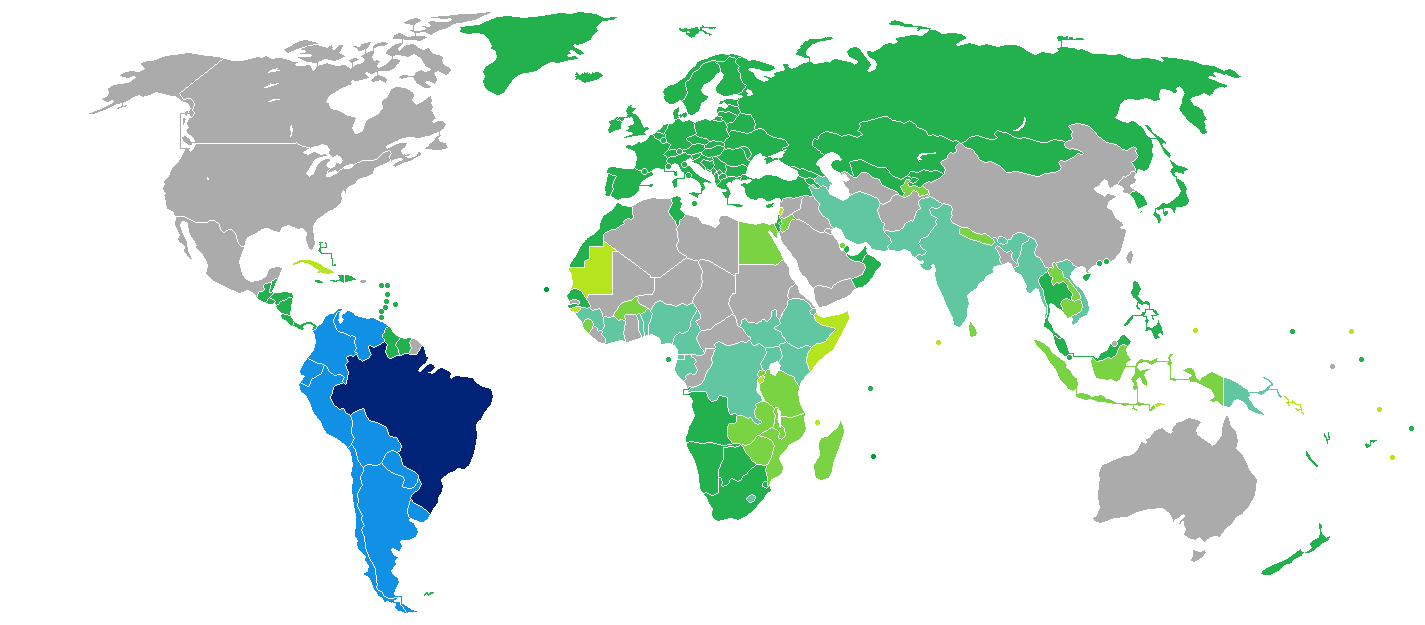
持巴西護照的巴西公民可以免签证入境立陶宛。

歐洲申根區給予持巴西護照的巴西公民申根區免簽證待遇，停留日數與申根區合併計算，每6個月期間內總計可停留90天。
立陶宛公民持有歐盟護照者也可以免簽證的方式入境巴西，停留最多90天。

## 文化交流

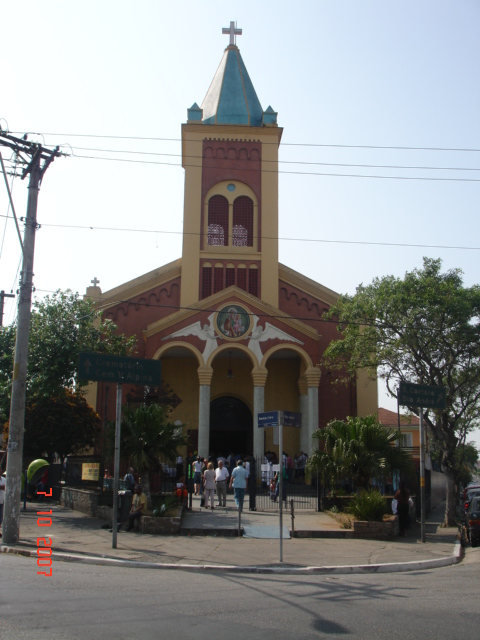
圣保罗一座具有立陶宛特色的天主教堂

2001年，巴西导演Fabiano Canosa和Julius Ziz拍摄了一部名为《黄金国：巴西的立陶宛人》(葡萄牙语: Eldorado: Lituanos no Brasil)的纪录片，讲述了立陶宛人在巴西的移民史。
在圣保罗的立陶宛人移民村，立陶宛的美食被保留下来，此外，复活节仍然以立陶宛的传统方式庆祝，立陶宛人制作的复活节彩蛋也较有名气。